# Anton Hudarin
Anton (Tone) Hudarin, slovenski klarinetist in dirigent, * 25. september 1901, Trbovlje, † 10. december 1978, Ljubljana.
Rodil se je očetu Antonu in materi Jeri, rojeni Taber. Kot 11-letni fantič se je priključil Delavski godbi Trbovlje z igranjem klarineta. Kljub rosnim letom je imel dovolj poguma in zagnanosti, da je leta 1914, ko je takratni kapelnik Stanko Kolenc odšel v vojsko, obdržal godbenike skupaj do njegove vrnitve leta 1917. Izredni posluh, zagnanost pri samoizobraževanju in izobraževanje drugih godbenikov je privedlo do njegovega prevzema godbe leta 1927. Godbi se je ves predal. Delal je v jami, zraven pa študiral. Vse, kar je znal o klarinetu, ki je bil vseskozi njegovo glasbilo, in oglasbi se je naučil sam. Zjutraj služba, popoldan vaje. Glasbene šole takrat v Trbovljah ni bilo, tudi glasbenih učiteljev ne. Tisti, ki so kaj znali, pa so svoje znanje zadržali zase. Zato si je pomagal z dopisnim študijem. Z neke dunajske šole je dobival gradivo. Note in knjige. Doma je reševal naloge in jih pošiljal v šolo. Zato je vsakega naučil, naj s svojim zgledom vpliva na druge. Godbo je potem s prekinitvijo med drugo svetovno vojno vodil vse do leta 1963.
Potrditev kvalitetnega dirigentskega in vzgojnega dela je bila Prešernova nagrada, ki jo je dobil leta 1958.